# Baiyankamys
Baiyankamys ist eine Nagetiergattung aus der Gruppe der Altweltmäuse (Murinae). Die Gattung umfasst zwei Arten. Früher wurden die Tiere noch den Schwimmratten (Gattung Hydromys) zugeordnet.
Diese Tiere erreichen eine Kopfrumpflänge von 13 bis 16 Zentimetern, hinzu kommt noch ein 15 bis 19 Zentimeter langer Schwanz. Ihr Fell ist vorwiegend grau gefärbt, der Schwanz endet in einer weißen Spitze.
Sie sind auf Neuguinea beheimatet, ihr Lebensraum sind gebirgige Wälder bis in 3600 Meter Seehöhe. Sie leben nahe bei Flüssen und Bächen. Im Wasser jagen sie auch ihre Nahrung, etwa Fische und Insekten.
Es werden zwei Arten unterschieden:
- Baiyankamys habbema ist nur von einem kleinen Gebiet im indonesischen Teil Neuguineas bekannt, die Art könnte aber weiter verbreitet sind als bislang bekannt.
- Baiyankamys shawmayeri bewohnt weite Teile des östlichen Neuguinea. Die Art ist weit verbreitet und nicht gefährdet.